# Lenomys
Lenomys és un gènere de rosegadors de la família dels múrids. Els dos representants coneguts d'aquest grup són endèmics de l'illa de Sulawesi (Indonèsia). El color del pelatge no varia gaire entre una espècie i l'altra. El gènere fou considerat monotípic fins al 2015, quan es descrigué L. grovesi. Tanmateix, a data de 2015 encara no estava clar si L. grovesi era una espècie vivent o extinta.